# Spilosoma viertli
Spilosoma viertli là một loài bướm đêm thuộc phân họ Arctiinae, họ Erebidae.